# Michail Fabianovič Gnesin
Michail Fabianovič Gnesin (in russo Михаил Фабианович Гнесин?; Rostov sul Don, 2 febbraio 1883, 21 gennaio del calendario giuliano – Mosca, 5 maggio 1957) è stato un compositore russo.

## Biografia
Studiò al Conservatorio di San Pietroburgo e ebbe come suoi insegnanti Nikolaj Rimskij-Korsakov e Aleksandr Glazunov, anche se il suo lavoro non sembra molto influenzato da loro.
Tra le sue numerose opere spiccano vari lieder come I maccabei e La gioventù di Abramo. Aram Chačaturjan e Tichon Chrennikov furono suoi studenti.